# بيدسك منند (قهستان)
بيدسك منند (بالفارسية: بیدسک منند) هي مستوطنة تقع في إيران في قسم قهستان الريفي. يقدر عدد سكانها بـ 42 نسمة بحسب إحصاء 2016.